# Jakub Berab
Jakub Berab, Ja’akow Beraw (hebr. יעקב בירב; znany jako Mahari Beraw; ur. 1474 w Maquedzie; zm. 3 kwietnia 1546 w Safedzie) – rabin czynny na przełomie XV i XVI wieku w Safedzie. Zasłynął z próby przywrócenia wyświęcania rabinów, co było równoznaczne ze staraniem się o uzyskanie większej autonomii Żydów w Imperium Osmańskim.

## Życiorys
Jakub Berab urodził się w 1474 roku w osadzie Maqueda, położonej w pobliżu miasta Toledo w środkowej Hiszpanii. Studiował Talmud przy słynnym rabinie Izaaku Abuhawie. Po wydaniu w 1492 roku edyktu z Alhambry, jego rodzina była zmuszona wyjechać do miasta Fez w Maroku. Pomimo młodego wieku został wybrany rabinem tej gminy. W 1493 roku przeniósł się do Tilimsan w Algierii. Żyła tam grupa około 5 tysięcy rodzin Żydów sefardyjskich, która również wybrała Beraba na swojego rabina. W 1510 roku, ze względu na wzrost potęgi Hiszpanii Habsburgów, rabin Berab opuścił Berberię i przeniósł się do Egiptu mameluków. Był tam członkiem sądu rabinackiego. W międzyczasie sułtan Selim I Groźny przyłączył w 1517 roku do Imperium Osmańskiego tereny Palestyny, Syrii i Egiptu. W przeciwieństwie do Arabów, Turcy osmańscy tolerowali Żydów, którzy cieszyli się w ich imperium bardziej uprzywilejowaną pozycją niż chrześcijanie. Stało się to zachętą dla Beraba, aby przeniósł się do Ziemi Izraela. Zamieszkał w Jerozolimie, gdzie do 1519 roku kierował jesziwą. Jednak warunki życia były tam na tyle trudne, że Berab powrócił do Egiptu i zajął się handlem. Przez kilka następnych lat dużo się przemieszczał. W 1527 roku przebywał w Damaszku, a w 1533 roku był rabinem w Kairze. Wydaje się, że kilka lat później przeniósł się ponownie do Ziemi Izraela, i już jako zamożny człowiek zamieszkał w mieście Safed w Górnej Galilei. W owym czasie Safed był centrum żydowskiego mistycyzmu koncentrującego się wokół kabały. W mieście przebywało wielu słynnych rabinów, wokół których gromadzili się uczniowie. Jakub Berab widząc tę odnowę życia żydowskiego, powziął śmiały pomysł, który uczynił go znanym w świecie żydowskim. W 1538 roku w Safedzie spotkało się dwudziestu pięciu rabinów, którym Berab przedstawił plan restytucji smichy (wyświęcania rabinów), która była zawieszona przez ponad tysiąc lat. Wszyscy zgodzili się z jego propozycją i jako pierwszego wyświęcili rabina Beraba. Dało mu to prawo wyświęcania dowolnej liczby rabinów, w celu przywrócenia Sanhedrynu. Następnie Berab udzielił smichy naczelnemu rabinowi Jerozolimy Lewiemu ibn Habibowi, rabinowi Józefowi Karo, rabinowi Mojżeszowi Traniemu i rabinowi Józefowi Sagisowi. Proces ten został jednak zatrzymany z powodu osobistych sporów Beraba z Habibem. Kontrowersje trwały ponad rok i uczestniczyli w nich prawie wszyscy rabini w Ziemi Izraela. Proces wyświęcania kolejnych rabinów został jednak przerwany. Berab zmarł 3 kwietnia 1546 roku w Safedzie.

## Dzieła
Z jego licznych prac, najbardziej znanym jest opublikowane w 1663 roku w Wenecji dzieło Sze’elot u-teszuwot („Pytania i odpowiedzi”).

## Znaczenie
Jakub Berab był uważany za jednego z najwybitniejszych uczonych Tory swoich czasów. Zwracano się do niego z pytaniami z różnych części diaspory. Zasłynął z próby przywrócenia smichy, co było równoznaczne ze staraniem się o uzyskanie większej autonomii Żydów w Imperium Osmańskim.